# Heteroübergang

Bandenergien zweier Materialien unterschiedlicher Dotierung mit unterschiedlichem Bandabstand zwischen Valenzbandenergie E_{v} und Leitungsbandenergie E_{c}, ohne Kontakt.

Heteroübergang dieser Materialien mit Kontakt. Diffusionsspannung (siehe p-n-Übergang). Der Energieunterschied zum Vakuumenergieniveau entspricht der Ionisationsenergie.

Als Heteroübergang (auch Heterostruktur, engl. Heterojunction) wird die Grenzschicht zweier unterschiedlicher Halbleitermaterialien bezeichnet. Anders als bei einem p-n-Übergang ist hier nicht (nur) die Dotierungsart, sondern die Materialart verschieden. Die Halbleiter besitzen deshalb i. A. eine unterschiedliche Energie der Bandlücke und weisen besonderen elektrische und optische Eigenschaften auf.
Heteroübergänge werden meist aus III-V oder II-VI-Verbindungshalbleitern mittels Halbleiterepitaxie realisiert. Man spricht bei mehreren Schichten auch von Übergittern.
Der Nobelpreis für Physik 2000 wurde an Herbert Kroemer und Schores Iwanowitsch Alfjorow für Halbleiter-Heteroübergänge verliehen.

## Berechnung
Bei einem p-n-Heteroübergang stellt sich eine Unregelmäßigkeit in den Energiebändern der Materialien ein. Die Ausdehnung {\displaystyle X} dieser Unregelmäßigkeit, eine Verbiegung der Bandkanten, lässt sich über die Poissongleichung berechnen. Nimmt man den Übergang vom negativ dotierten Material 1 zum positiv dotierten Material 2 mit den relativen Dielektrizitätskonstanten {\displaystyle \varepsilon } und Dotierungskonzentrationen {\displaystyle N_{\mathrm {D} }} bzw. {\displaystyle N_{\mathrm {A} }} an, stellt sich mit der Diffusionsspannung {\displaystyle \psi _{\mathrm {D} }} bei angelegtem äußeren elektrischen Feld der Spannung {\displaystyle U} eine Bandverbiegung der folgenden Größe ein:
{\displaystyle X_{1}={\sqrt {{\frac {2}{q}}{\frac {\varepsilon _{1}\varepsilon _{2}\cdot N_{\mathrm {A} }(\psi _{\mathrm {D} }-U)}{N_{\mathrm {D} }(\varepsilon _{2}N_{\mathrm {D} }+\varepsilon _{1}N_{A})}}}}},
{\displaystyle X_{2}={\sqrt {{\frac {2}{q}}{\frac {\varepsilon _{1}\varepsilon _{2}\cdot N_{\mathrm {D} }(\psi _{\mathrm {D} }-U)}{N_{\mathrm {A} }(\varepsilon _{2}N_{\mathrm {D} }+\varepsilon _{1}N_{\mathrm {A} })}}}}}

## Anwendung

### Laser & LEDs
Anwendung finden Heteroübergänge u. a. in Laserdioden: Wird bei optischer Rekombination Strahlung im Bereich mit der kleineren Bandlücke ausgesandt, kann diese nicht von Elektronen im Bereich der größeren Bandlücke absorbiert werden. Die Wahrscheinlichkeit, dass die Strahlung das Halbleitermaterial verlässt, ist also größer.
Mittels Doppelheterostrukturen gelang der Durchbruch bei blauen und weißen Leuchtdioden. 2014 wurden die Forscher Isamu Akasaki, Hiroshi Amano und Shuji Nakamura mit dem Nobelpreis für Physik ausgezeichnet.

### Solarzellen
Ein weiteres Anwendungsgebiet findet sich bei Solarzellen: Hier können unerwünschte Minoritätsladungsträger zu den Kontakten hin abgeschirmt werden, indem die höhere Bandlücke als Potential-Barriere für diese Ladungsträger genutzt wird. Auf diese Weise kann die Rekombination und somit der Verlust von Ladungsträgern am defektreichen Metall-Halbleiter-Kontakt und in den hochdotierten Schichten an den Kontakten reduziert werden, da den Majoritätsladungsträgern durch die Stufe im Heteroübergang die Rekombinationspartner in Form der Minoritätsladungsträger entzogen wurden. Mithilfe dieses Konzepts konnte 2014 ein Rekordwirkungsgrad von Siliciumsolarzellen von 25,6 % erreicht werden, indem amorphes Silicium als Material mit großer Bandlücke auf kristallinem Silicium verwendet wurde.
Die verschiedenen Solarzellentypen und jeweiligen Rekorde werden vom amerikanischen NREL getrackt.

### Halbleiterbauelemente
Andere bekannte Bauteile sind z. B.,
- High Electron Mobility Transistor (HEMT)
- Heterojunction bipolar transistor (HBT).